# Flossholmen
Flossholmen est une île norvégienne dans le comté de Hordaland. Elle appartient administrativement à Austevoll.

## Géographie
Rocheuse et couverte d'arbres en son centre, à fleur d'eau, elle s'étend sur environ 89 m de longueur pour une largeur approximative de 48 m.
Elle compte un petit ponton d'embarquement au nord où peuvent s'amarrer au maximum deux bateaux de plaisance. 